# Susanne von Almassy
Susanne von Almassy, właściwie Susanne Emilie Henrietta Marie von Almássy (ur. 15 czerwca 1916 w Wiedniu, zm. 16 lutego 2009 tamże) – austriacka aktorka teatralna i filmowa.

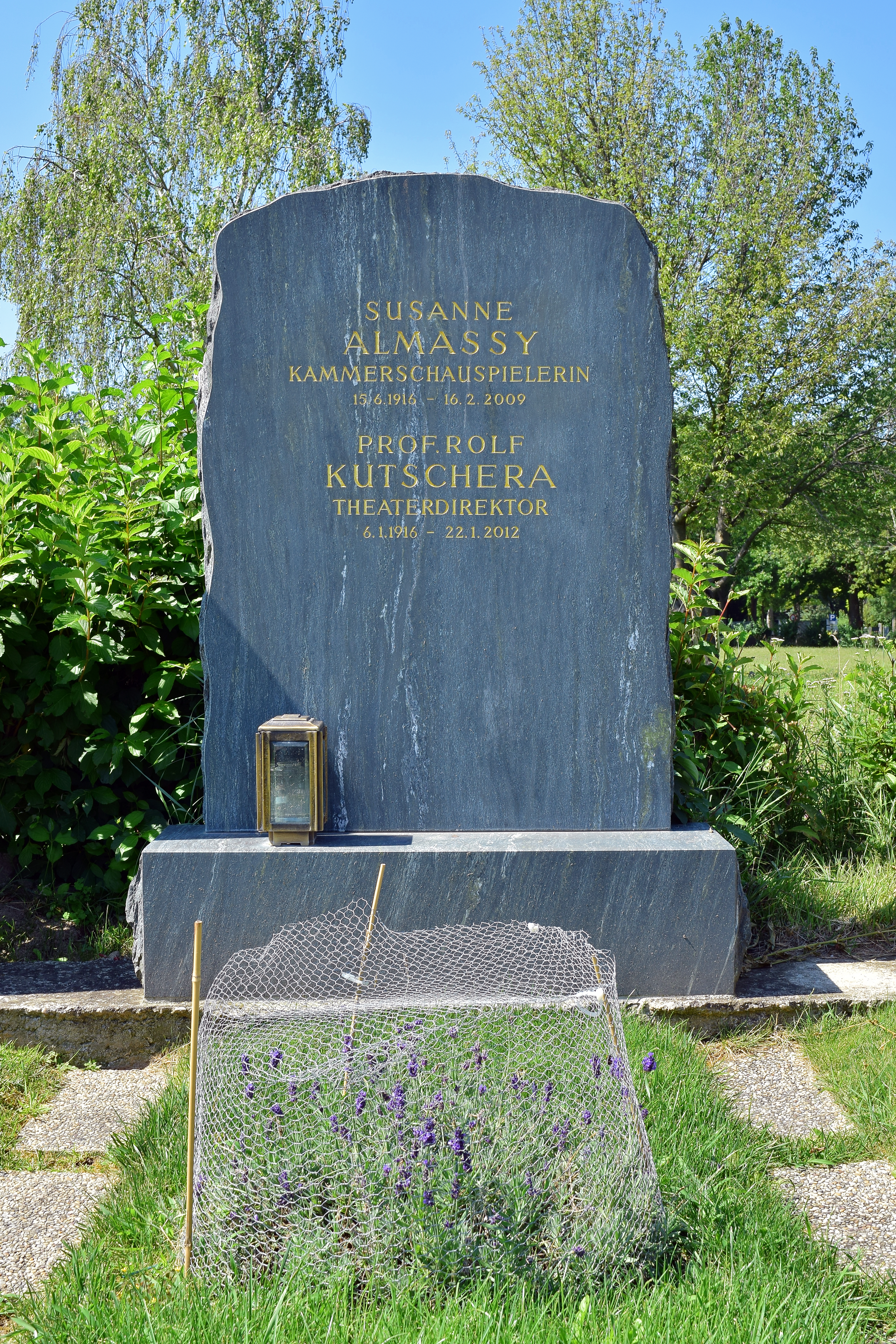
Wiener Zentralfriedhof – Susanne von Almassy i Rolf Kutschera

## Życiorys
Susanne von Almassy, była córką oficera. W Wiedniu uczyła się śpiewu i aktorstwa w Universität für Musik und darstellende Kunst Wien. Po ukończeniu nauki w 1938 roku otrzymała pierwsze zlecenia w Niemczech, w teatrach w Gera, Chemnitz i Hamburgu. Podczas wojny kręciła filmy w Berlinie. Po raz pierwszy stanęła przed kamerą w 1943 roku. Razem z Hansem Söhnkerem i Herthą Feiler zagrali w filmie Der Engel mit dem Saitenspiel.
W 1946 roku artystka powróciła do austriackiej stolicy, gdzie występowała na scenach: Volkstheater, Burgtheater, Theater an der Wien i Josefstadt. Zagrała w ponad 100 sztukach teatralnych, w tym w dziełach Noela Cowarda, Eugène Scribe, Antona Czechowa, Williama Shakespeare’a i Gottholda Ephraima Lessing’a. Wystąpiła w ponad 20 produkcjach filmowych i telewizyjnych. Almassy otrzymała wiele nagród, w tym: W 1970 roku Kainz-Medaille, w 1988 roku Goldenen Ehrenzeichen des Landes Wien, a w 1999 roku Österreichischen Ehrenkreuz für Wissenschaft und Kunst I. Klasse.

## Życie prywatne
Susanne była żoną aktora i wieloletniego dyrektora Theater an der Wien Rolfa Kutschera.

## Wybrane role
- 1944: Der Engel mit dem Saitenspiel
- 1945: Sag’ die Wahrheit
- 1948: Der Herr Kanzleirat
- 1950: Gute Nacht, Mary
- 1950: Pikanterie
- 1951: Zwei in einem Auto
- 1953: Briefträger Müller
- 1956: Mój ojciec aktor (Mein Vater, der Schauspieler)
- 1956: Anastasia, die letzte Zarentochter
- 1956: Der Hexer
- 1956: Stresemann
- 1957: Und das am Montagmorgen
- 1957: Sissi – losy cesarzowej (Sissi – Schicksalsjahre einer Kaiserin)
- 1958: Penelope oder Die Lorbeermaske
- 1958: Bühne frei für Marika
- 1960: Die erste Mrs. Selby
- 1960: Die Rote Hand
- 1964: Eine Frau ohne Bedeutung
- 1964: Schach der Dame
- 1968: Unsere liebste Freundin
- 1969: Adrienne Mésurat
- 1969: Das ausschweifende Leben des Marquis de Sade
- 1971: Das Konzert
- 1971: Emilia Galotti
- 1971: Was weiß man denn
- 1988: Ein Denkmal wird erschossen
- 1997: Mein Opa und die 13 Stühle
- 1997: Tatort
- 2000: Vino Santo